# Loxodromia
Una loxodromia o línia loxodròmica o línia de rumb és una línia traçada sobre la superfície de la Terra que talla els meridians amb un angle constant, és a dir, marca la ruta que seguiria un vehicle que mantingués sempre la mateixa derrota, la mateixa orientació de la brúixola respecte al Nord.
Una loxodròmia traça una espiral sobre la superfície esfèrica. Les loxodròmies apareixen representades com a rectes en els mapes traçats amb la projecció de Mercator, i això hi facilita la representació del rumb de navegació.

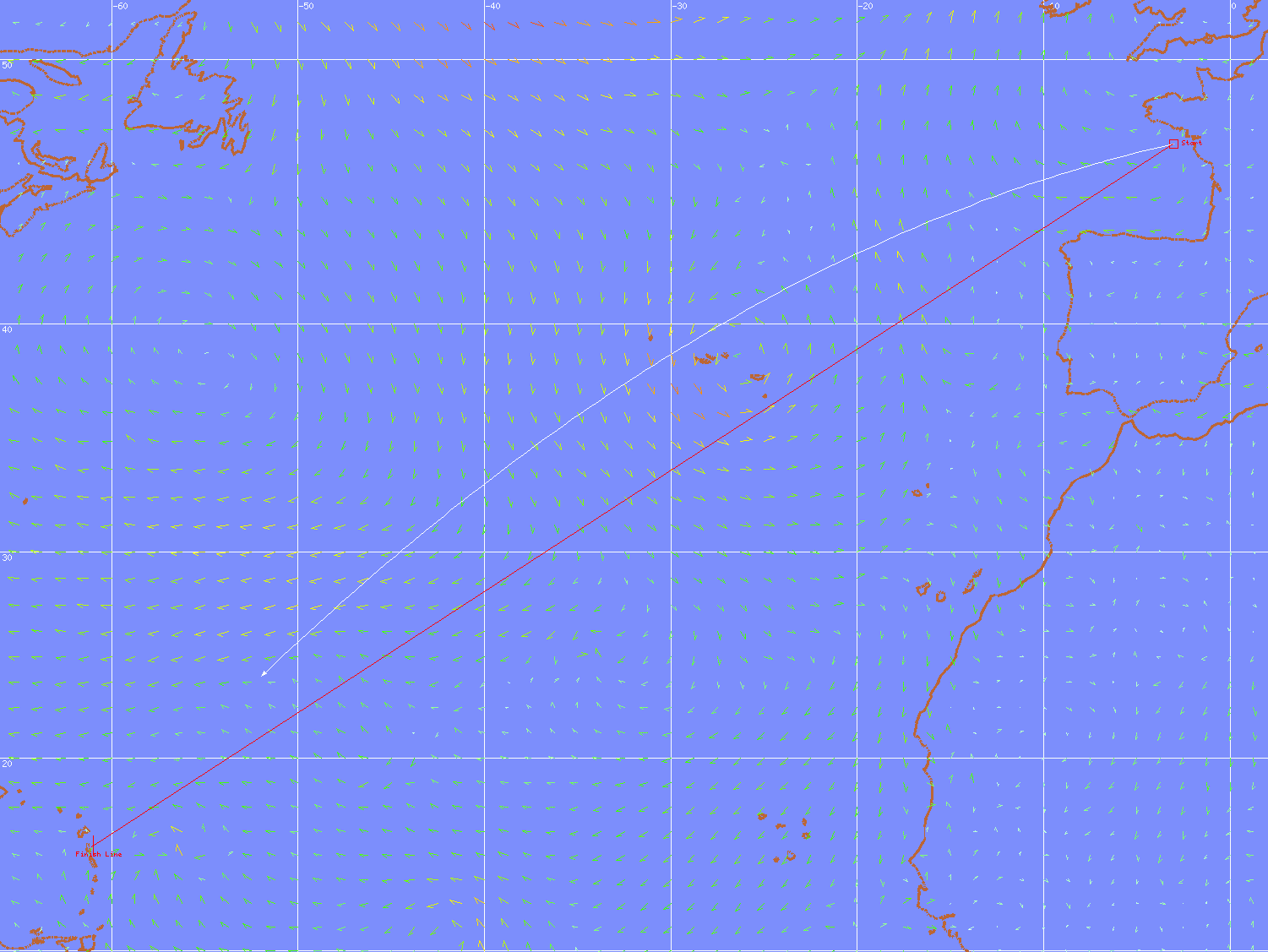
Comparació, rumb ortodròmic comparat amb el rumb loxodròmic

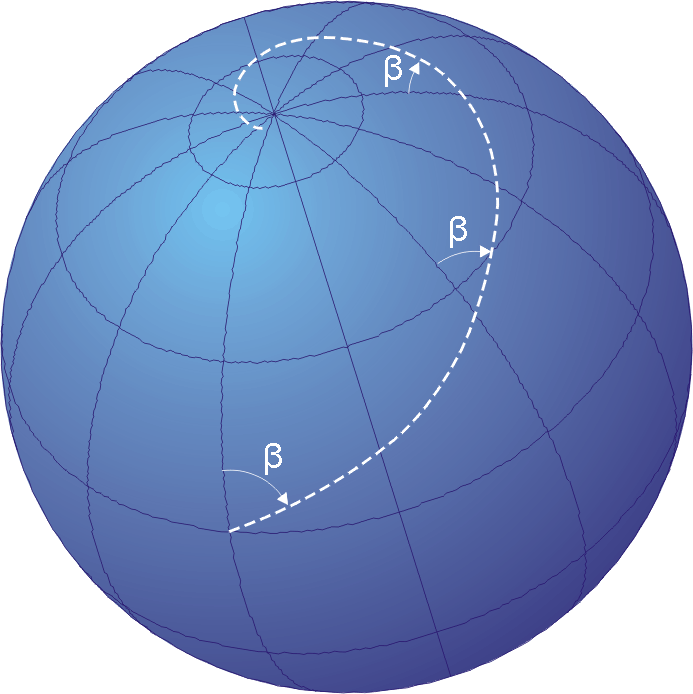
Loxodromia

Corba loxodròmica asimptòtica cap a un pol.

Es denomina  loxodròmica  o  loxodromia  (del grec  λοξóς -oblic-i  δρóμος -carrera, curs-), a la línia que uneix dos punts qualssevol de la superfície terrestre tallant a tots els meridians amb el mateix angle. La loxodròmica, per tant, és fàcil de seguir mantenint el mateix rumb marcat per la brúixola. La seva representació en el mapa dependrà del tipus de projecció d'aquest, per exemple en la de Mercator és una recta.
La loxodròmica és al costat de l'ortodròmica i la isoazimutal, una de les tres línies que poden traçar entre dos punts qualssevol de la superfície terrestre.

## Història
Pedro Nunes, geògraf portuguès, va publicar el seu descobriment en 1546 seu Tractat de la navegació, amb grans implicacions per a la navegació. Abans es creia que, marxant sobre la superfície terrestre amb un rumb fix, és a dir, formant un angle constant amb la meridiana, la línia recorreguda era un cercle màxim o, en altres termes, que un vaixell que seguís aquest moviment arribaria teòricament a fer la volta al món, tornant al punt de partida. Nunes va ser el primer a assenyalar la falsedat d'aquest concepte tan arrelat, demostrant rigorosament que, lluny de succeir així, la corba recorreguda es va acostant al pol, al voltant del qual dona infinites voltes sense arribar mai a ell, o, dit en llenguatge tècnic, té el pol per punt asimptòtic.